# 中国—圭亚那关系
中国—圭亚那关系（英語：China–Guyana relations），是指歷史上的中國和圭亞那（包括中華人民共和國和圭亚那合作共和国）之間的雙邊關係。圭亞那在1972年6月27日正式與中華人民共和國建立外交關係，兩國此後有經貿和文化上的往來。

## 歷史

### 20世紀前
1843年下半年，統治圭亞那的英国政府发放许可证，允許英属圭亚那等地从其他英國海峡殖民地输入华工:91。1853年，154名中國人由廈門乘輪船來到英屬圭亞那的德梅拉拉（69人在途中死去），這些華工在圭亞那的种植园謀生，雖然他們的工作繁重、工时頗長，但仍然能吃苦耐劳、安分守己；由於他們的工作態度不俗，圭亞那的种植园园主要求政府擴大从中国輸入勞動力的规模:170。但是，圭亞那的种植园大多位於沼泽或热带丛林地带，天气潮湿悶热，蚊患嚴重，黄热病和疟疾盛行，不少华工死於疾病:168。英国殖民政府统一管理圭亚那輸入劳動力的事宜；在1853年至1879年間，有13281名华工被分配到圭亚那的176个种植园裡工作:290。
在大批印度农民移居至圭亞那前，圭亞那的稻米种植工作主要由华工負責，因此有中國學者認為华工對圭亚那物质文明的发展起了重要作用:243。此外，圭亚那的华工亦令當地橡胶培育和蔗糖炼制有所提升:509。圭亚那在1879年開始不再有新移民過來的华工，而先前的华工大多因經濟問題或個人意願而沒有回國:44。圭亚那獨立後的首任總統鍾亞瑟便是當地華人的後代，他亦是亚洲國家外的首名华裔总统。

### 20世紀後
圭亞那在獨立前已與中華人民共和國有來往，中華人民共和國亦支持圭亞那從英國獨立:205；當時，爭取圭亚那獨立為國的主要政黨有人民进步党和人民全国大会党，人民进步党被认为是較為激进的共产主义政黨:205，而人民大会党执政時对中華人民共和國的态度曾經一度冷淡:432。時任人民進步黨总书记珍妮特·羅森堡·賈根曾在1962年到訪中國，並獲毛泽东和周恩来接待:205；此外，圭亞那有部分工人、青年和妇女團體亦曾到中国访问。
圭亞那於1966年5月下旬成為独立國家:432，人民全国大会党的福布斯·伯納姆其後成為該國總理。時任中華人民共和國總理的周恩来致电伯納姆，祝贺圭亞那独立；但是，圭亚那政府邀请已退到台灣的中華民國派員參與独立庆典，其後又接受中華民國的農業技術人員到當地援助:432。時任中華民國總統蔣介石派外交人員薛毓麒參與独立庆典，而中華民國駐圭亞那農業技術團團長也在1970年訪問當地，了解該國生產稻米的情況:28。

綠色國家表示支持《聯合國第2758號決議》，反對中華民國續留聯合國者。其中包括圭亞那

1970年，圭亚那加入不结盟运动；當時，一些不结盟运动成员国對中華人民共和國持友善態度，圭亚那政府受到這些國家的影響，試圖改善該國與中華人民共和國的關係:433。1971年，時任圭亞那總理伯纳姆在英联邦国家总理会议上发言，期間表示「世界广泛地承认共产党中国，即使牺牲台湾也在所不惜」；同年接见了中华人民共和国派出的代表团，又表示圭亚那政府承認中华人民共和国政府是中国的正当和唯一政府:433。1971年，圭亚那對聯合國大會2758號決議投下贊成票，支持中华人民共和国在联合国上取代中華民國的席位:433。
其後，中華人民共和國與圭亚那达成协议，互相在對方國家设立商务办事处；1972年6月27日，圭亚那正式與中华人民共和国建立外交关系，成为首个与中华人民共和国建立邦交的加勒比地区英語國家。
伯纳姆執政21年，其後政府更迭，新政府開始掌政；中華民國派員游说圭亚那新政府，承諾提供巨额援助，一些新政府的官员對中華民國承諾提供的經濟援助產生兴趣:394。於是，中華人民共和國的人員拜会新政府阁员，趁機向圭亚那新政府高層詳細講解台湾问题:394–395。1993年4月，中華民國驻格林纳达大使向位於圭亚那的加勒比共同体秘书处餽赠礼品，中華人民共和國向圭亚那提出交涉；圭亚那外交部部长亲自约见中華人民共和國的人員，表示該名中華民國大使是加勒比共同体秘书处邀请過来的，圭亚那不便拒絕發出签证，但該國内阁会议已決定禁止政府高層與中華民國大使來往:395。

## 經貿關係
- 中国大陸到圭亚那的出口貿易[18]
- 圭亚那到中国大陸的出口貿易[19]

根據經濟複雜性研究中心網站上的數據，中国大陸到圭亚那的出口貿易在1997年至2012年大致呈上升趨勢，但曾在2008年和2009年有所下跌；2012年，中国大陸到圭亚那的出口貿易從去年的約1.2億美元上升至2.2億美元左右，而機械產品所佔的比重也提升了。圭亚那到中国大陸的出口貿易曾分別在2006年和2012年大幅上升，在2012年從去年的超過1,000萬美元上升至超過2,200萬美元；圭亚那在1998年至2011年出口到中国大陸的貨物通常主要是木材（包括其製品），但礦產品所佔的比例在2012件上升了許多，木材（包括其製品）佔的比重則有所下滑。同年，圭亚那對華贸易的赤字达到1.7亿美元，比去年上升了74%，佔圭亚那贸易赤字总额的29.8%。
圭亚那有一些中资企业營商，這些企业在2014年成立了中资企业协会。2014年，由圭亚那中资企业建造的貨船「元亨号」下水，這艘船是數十年来第一艘在圭亚那建造的中大型船隻，計劃用作运送木材。

## 文化關係
圭亚那大学設有一所孔子學院，這所學院在2014年5月正式成立；學院計劃派教師訪問圭亚那的中小学，介紹中国和汉语，並向當地的中小学生展示中華文化。此外，中華人民共和國亦有向圭亚那的学生提供獎學金，讓他們到中國留学。

## 援助
中華人民共和國與圭亚那建立邦交後，圭亚那提出要做到糧食、衣物和房屋的自给自足，要求中国援助當地建设纺织厂和製磚廠:125。圭亚那的輸電系統不稳定，經常出現停電的情況；為此，中華人民共和國向圭亚那提供优惠贷款，資助當地興修電纜、變電所等設施，有關項目在2011年動工。
中華人民共和國派遣医疗人員到圭亚那提供医疗服务，亦派出志愿者到當地進行各個領域的社會服务。由於圭亚那社會貧困，医疗產業欠發達，故當地中资企业的员工大多不能定時進行身體檢查；2011年，中國派到圭亚那的医疗人員為當地中资企业的员工提供免费的全面身體檢查服務，有20多名员工參與。圭亚那的中国志愿者則在當地提供兽医、中医等服务。

## 外部連結
- 中華人民共和國駐圭亞那合作共和國大使館官方網站（简体中文）（英文）
  - 中華人民共和國駐圭亞那合作共和國大使館經濟商務處官方網站（简体中文）
- 圭亞那駐華大使館官方網站（简体中文）（英文）